# Richard Brooks (acteur)
Pour les articles homonymes, voir Brooks et Richard Brooks.
Richard L. Brooks est un acteur, chanteur et réalisateur américain né  à Cleveland le 9 décembre 1962.

## Filmographie

### Acteur

#### Cinéma
- 1985 : Teen Wolf de Rod Daniel : Lemonade
- 1986 : Good to Go (en) de Blaine Novak : Chemist
- 1987 : Hidden de Jack Sholder : Sanchez
- 1988 : Blue-Jean Cop (Shakedown) de James Glickenhaus : Michael Jones
- 1988 : Saïgon, l'enfer pour deux flics (Off Limits) de Christopher Crowe (en) : Preacher
- 1988 : Saxo d'Ariel Zeitoun : Joe
- 1989 : 84C MoPic (en) de Patrick Sheane Duncan (en) : OD
- 1989 : Shocker de Wes Craven : Rhino
- 1990 : La Rage au cœur (To Sleep with Anger) de Charles Burnett : Babe Brother
- 1995 : Chameleon (en) de Michael Pavone (en) : Tom Wilson
- 1996 : Black Rose of Harlem de Fred Gallo (en) : Yancey
- 1996 : The Substitute de Robert Mandel : Wellman
- 1996 : The Crow : La Cité des anges de Tim Pope : Judah Earl
- 1998 : Acid Rain d'Albert Johnson
- 1998 : Johnny B Good
- 1998 : Les aventures de Ragtime (es) (The Adventures of Ragtime) de William Byron Hillman (en) : Agent Dooley
- 1999 : Gangsta Cop (In Too Deep)  de Michael Rymer : Wesley
- 2009 : Dough Boys (en) de Nicholas Harvell : Detective Nichols
- 2011 : In My Pocket de David Lisle Johnson : Dr Barry
- 2013 : Mr. Sophistication : Floyd Cash
- 2013 : Officer Down de Brian A. Miller (en) : McAlister's Lawyer
- 2015 : The Sin Seer de Paul D. Hannah : Jake Ballard
- 2018 : Steele Justice : Alex

#### Courts métrages
- 2010 : Who Da Man?

#### Télévision

##### Séries télévisées
- 1983 : Capitaine Furillo : Tyrone Crane
- 1988 : Spenser : Robert
- 1989 : Almost Grown (en) : Curtis
- 1989 : L'Enfer du devoir (Tour of Duty) : Private First Class Martsen
- 1990-2006 : New York, police judiciaire : Paul Robinette
- 1994 : Chicago Hope : La Vie à tout prix : Henry Lavelle
- 1994 : Diagnostic : Meurtre : Mercury 'The Heat' Jones
- 1994 : Urgences : Mr. Freeman
- 1995-1997 : Le rebelle : Agent Marcus Donner / Barry
- 1997 : Nash Bridges : Max Moore
- 1998 : Le Damné : Hasdrabul Skaras
- 1998-2001 : New York Police Blues : Capt. Eric Knowlton / Everette McRae
- 1999 : Amy : Mr. Plymouth
- 1999 : WWE Raw : Henry McNeil
- 1999-2000 : Good Versus Evil : Henry McNeil
- 2001 : Temps mort (Dead Last) : 'TNT' Tyrell Nitro Thompson
- 2002 : Firefly : Jubal Early
- 2003 : NCIS : Enquêtes spéciales : Lieutenant Colonel Walsh
- 2003 : Skin
- 2006 : Close to Home : Juste Cause : Phil Raab
- 2007 : Drive : Detective Ehrle
- 2009 : Lie to Me : Mark Boulware
- 2011 : Charlie's Angels : Richard Umbaque
- 2011 : Childrens Hospital : Robert
- 2012-2013 : American Experience : Frederick Douglass
- 2013 : Person of Interest : Lead Marshal Pollack
- 2013-2017 : Being Mary Jane : Patrick Patterson
- 2015 : Elementary : Détective Demps
- 2016 : The Good Wife : Ace Barnstone
- 2017 : Chicago Justice : Paul Robinette
- 2017 : The Rich and the Ruthless (en) : Augustus Barringer
- 2017-2018 : Flash : Gregory Wolfe

##### Téléfilms
- 1984 : With Intent to Kill : Eddie Cox
- 1985 : La griffe de l'assassin (en) (Badge of the Assassin) de Mel Damski : Anthony 'Tony' Bottom
- 1986 : Resting Place : Booker T. Douglas
- 1987 : A Special Friendship de Fielder Cook : Matt Bowser
- 1989 : Terreur sur l'autoroute (Terror on Highway 91) de Jerry Jameson
- 1989 : The Neon Empire (en) de Larry Peerce : Tampa
- 1992 : Memphis (en) d'Yves Simoneau : Eben Kinship
- 1996 : Code Name: Wolverine de David Jackson : Special Agent John Baines
- 1998 : Promesse d'Amour (The Wedding) de Charles Burnett : Lincoln Odis
- 2006 : Spy Games: A Hunt for the Black Wolf
- 2016 : You Can't Hurry Love d'Ogden Bass et Patricia Cuffie-Jones : Pastor Avery

### Réalisateur

#### Cinéma
- 1998 : Johnny B Good
- 2018 : Steele Justice